# いづみや総本社
株式会社いづみや総本社（いづみやそうほんしゃ）は、かつて存在した飲食店経営会社。愛知県を中心に展開していた。
1998年6月創業。2010年1月4日に事業停止し、自己破産申請した。負債総額は4億5000万円と見られる。

## かつてチェーン展開していたブランド

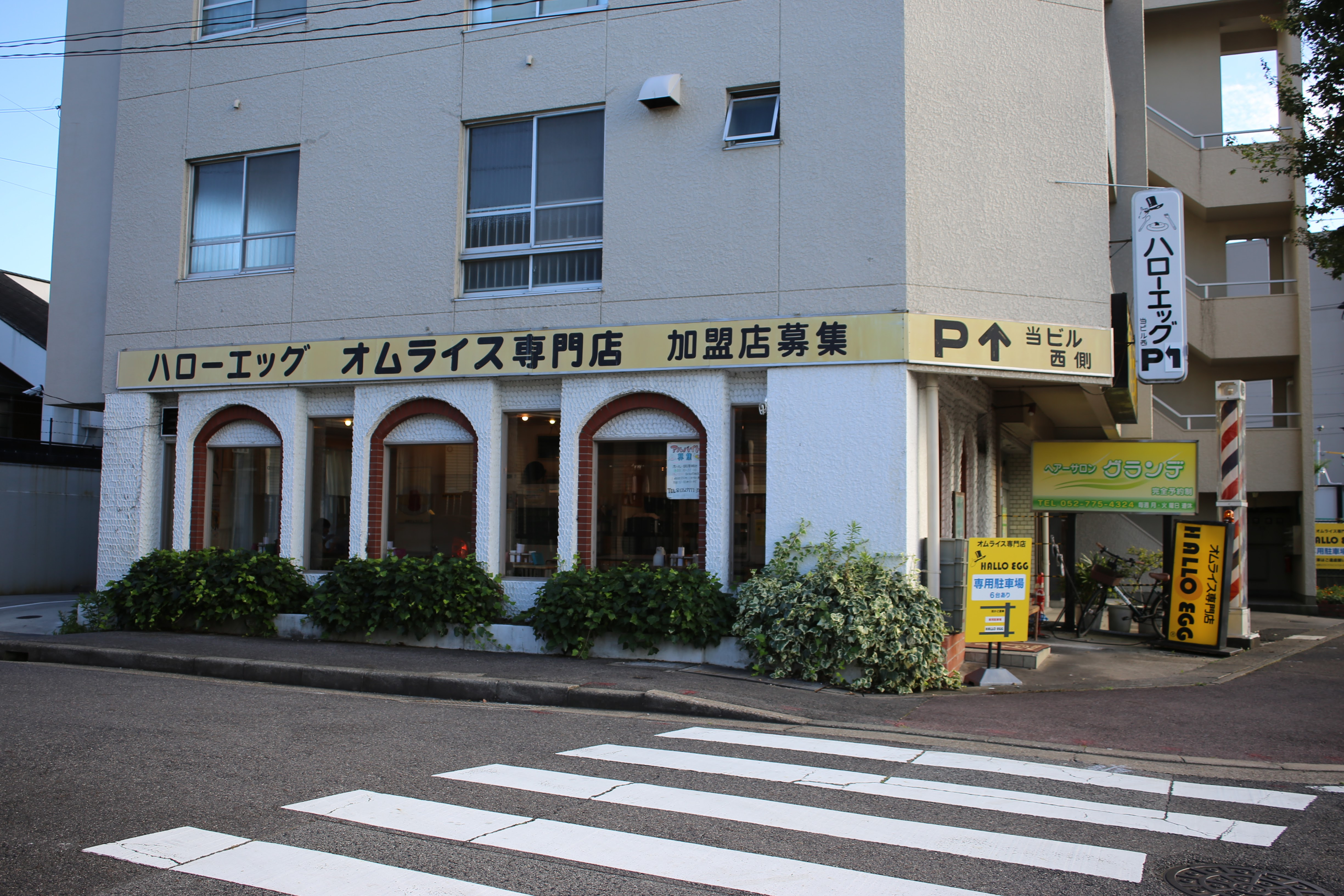
ハローエッグ

- たこのたまご（たこ焼き）
- ドリームワークス（漫画喫茶）
- ハローエッグ（オムライス）
- 台菜中華（中華料理）